# Denys Podwornyj
Denys Podwornyj (ukrainisch Денис Подворний; * 13. Januar 1989 in Kiew, Ukrainische SSR) ist ein ehemaliger ukrainischer Squashspieler.

## Karriere
Denys Podwornyj spielte 2010 erstmals auf der PSA World Tour. Seine höchste Platzierung in der Weltrangliste erreichte er mit Rang 249 im August 2012. Mit der ukrainischen Nationalmannschaft nahm er 2010 erstmals an den Europameisterschaften teil und gehörte bis 2018 jedes Jahr zum EM-Kader. Bereits 2009 war er Teil der Mannschaft, die den Titel beim European Nations Challenge Cup gewann. Bei der einzigen Teilnahme der Ukraine an Weltmeisterschaften war Podwornyj 2011 ebenfalls Teil des Aufgebots. Dabei gewann er gegen Bermuda eine seiner insgesamt vier Partien und schloss das Turnier mit der Mannschaft auf Platz 29 ab. Er vertrat die Ukraine dreimal bei den Europameisterschaften im Einzel. Nachdem er 2010 noch in der Qualifikation gescheitert war, stand er 2011 und 2012 im Hauptfeld. 2011 scheiterte er in der ersten Runde an Borja Golán, ein Jahr darauf unterlag er ebenfalls in der Auftaktrunde Sebastiaan Weenink. 2011 wurde Podwornyj erstmals ukrainischer Landesmeister und wiederholte diesen Erfolg bis 2025 noch sieben weitere Male.

## Erfolge
- Ukrainischer Meister: 8 Titel (2011, 2013, 2014, 2016, 2017, 2023–2025)